# Santolina
Santolina là một chi thực vật có hoa trong họ Cúc (Asteraceae).

## Loài
Chi Santolina gồm các loài: